# Hans Struksnæs
Hans Soelberg Struksnæs (* 24. April 1902 in Hov; † 25. April 1983 in Oslo) war ein norwegischer Segler.

## Erfolge
Hans Struksnæs, der für den Kongelig Norsk Seilforening segelte, nahm 1936 an den Olympischen Spielen in Berlin in der 8-Meter-Klasse teil. Er war Crewmitglied der Silja unter Skipper Olaf Ditlev-Simonsen, die die im Olympiahafen Düsternbrook in Kiel stattfindende Regatta auf dem zweiten Platz beendete. Zunächst hatte die Silja ebenso wie die Germania III aus Deutschland 53 Gesamtpunkte erreicht, im Stechen um den zweiten Rang hinter den Olympiasiegern aus Italien setzte sie sich schließlich gegen ihre deutschen Konkurrenten durch. Neben Struksnæs und Ditlev-Simonsen erhielten auch die übrigen Crewmitglieder John Ditlev-Simonsen, Lauritz Schmidt, Nordahl Wallem und Jacob Tullin Thams die Silbermedaille.